# Antonio Pedro IX Hassun
Antonio Pedro IX Hassun (en armenio ԱՆտոն Պետրոս Թ. Հասոնւեան, Andon Bedros Hassunian) (Constantinopla, Imperio otomano, 13 de junio de 1809 - Roma, 28 de febrero de 1884) fue un religioso armenio, patriarca (Catholicós) de Cilicia, primado de la Iglesia católica armenia y cardenal de la Iglesia católica. 

## Biografía
Nació en Constantinopla. En 1842 fue nombrado arzobispo titular de Anazarbus y arzobispo coadjutor de Constantinopla, ciudad de la que pasó a ser arzobispo en 1846. En 1866 fue nombrado patriarca de Cilicia de los Armenios. Durante su mandato transfirió la sede patriarcal de Bzommar (Líbano) a la capital del Imperio otomano. El papa León XIII lo elevó al rango de cardenal en el consistorio del 13 de diciembre de 1880, con el título de Cardenal presbítero de Santi Vitale, Valeria, Gervasio e Protasio. En 1881 renunció a la dignidad patriarcal por motivos de edad, pasando a ser patriarca emérito. Murió en 1884 a los 74 años.
| Predecesor: Gregorio Pedro VIII Der Asdvadzadourian | Patriarca de Cilicia de los Armenios 1866 - 1881 | Sucesor: Esteban Pedro X Azarian |